# Gaisberg (Waiblingen)
Gaisberg ist eine Wüstung im Stadtteil Hohenacker der Stadt Waiblingen im baden-württembergischen Rems-Murr-Kreis.

## Lage
Gaisberg lag auf der Gemarkung des heutigen Waiblinger Stadtteils Hohenacker. Ein räumlicher Zusammenhang mit der abgegangenen Gaisburg, die als Stammsitz des Geschlechts der Freiherren von Gaisberg vermutet wird, ist wahrscheinlich.

## Geschichte
Der Ort Gaisberg wurde erstmals im Jahre 1350 als Gaispurg erwähnt. Ende des 14. Jahrhunderts hatten hier vermutlich die Freiherren von Gaisberg als ersten Stammsitz die Gaisburg bewohnt. Diese Darstellung widerspricht jedoch den Forschungen des Friedrich Freiherr von Gaisberg-Schöckingen, nach denen der Urahn seines Geschlechts, der „ehrbaren Mann“ Fritz Gaisberg, aus Kirchberg an der Murr stammte. Dort kommt ebenfalls eine Flur Gaisberg vor, auf der die Burg Kirchberg gestanden haben soll. Fritz Gaisberg verließ Kirchberg und erwarb 1352 von der Witwe des Albrecht Hummel, Herr zu Lichtenberg, ein Rittergut in Bottwar. Seine Nachkommen zogen ins Remstal und erwarben später (im 16. Jahrhundert) die ebenfalls im Remstal gelegene Burg Schnait. Das umliegende Areal mit Weinbergen und Wiesen wurde 1482 von Württemberg an das Kloster Anhausen verkauft. In Hohenacker erinnert heute die Gaisbergstraße an die Wüstung.